# أمير وينترفيل
أمير وينترفيل (بالإنجليزية: The Prince of Winterfell)‏ هي الحلقة الثامنة من الموسم الثاني من المسلسل الفانتازي صراع العروش، والمُقتبس من سلسلة روايات أغنية الجليد والنار للمؤلف جورج ر. ر. مارتن، وهي الحلقة رقم 18 من المسلسل ككل. عُرضت الحلقة لأول مرة في 20 مايو 2012، على شبكة إتش بي أو المُنتجة للمسلسل، وكانت من كتابة ديفيد بينيوف، ودي. بي. وايس، ومن إخراج آلان تايلور.

## ملخص الحلقة
تقوم (كاتلين ستارك) بإطلاق سراح (جايمي) وتطلب من خادمتها (برين) أخذه إلى «كينغ لاندينغ» لتعطيهم (جايمي) مقابل (سانسا) و (آريا)، يعلم (روب) بهذا ويغضبه هذا الأمر بشدة، كما أنه يتعرف بعد إحدى المعارك على مُمرضة تُدعى (تاليسا) وتتوطد العلاقة بينهماحتى يقوم بمجامعتها في هذه الحلقة. تصل (يارا) إلى «وينترفيل» لإرجاع أخيها الذي جعل الأمور أسوأ من ذي قبل بقتله لأبناء (ستارك). وفي قلعة «هورنهول»، تقوم (آريا) بالطلب من الرجل أن يُدبّر لها طريقةً للهرب هي ورفاقها، فقام بقتل جميع الحُرّاس وطلب منها المغادرة في منتصف الليل وهذا ما فعلته. وفي «كينغ لاندينغ»، يستعد الجنود لهجوم جيش (ستانس) الذي يريد استعادة العرش. وما وراء الجدار، تستدرج (ياغريت) (جون) وتصل به إلى القبيلة، حيث يُقبض عليه هناك. وفي مكان ما من هذا العالم، يُكشف في الحلقة أن الإخوة (ستارك) برفقة (هودور) والهمجية ما زالوا أحياء آمنين.

## الإنتاج
سيناريو الحلقة كان من كتابة ديفيد بينيوف، ودي. بي. وايس، وأُختير آلان تايلور لإخراجها. كان جوناثان فريمان ‏ مديرًا لتصوير الحلقة، وفرانسيس باركر محررةً لها، أما موسيقى الحلقة التصويرية فكانت من تلحين رامين جوادي.

## نسب المشاهدة
| الموسم | الموسم | رقم الحلقة | رقم الحلقة | رقم الحلقة | رقم الحلقة | رقم الحلقة | رقم الحلقة | رقم الحلقة | رقم الحلقة | رقم الحلقة | رقم الحلقة | المتوسط |
| الموسم | الموسم | 1          | 2          | 3          | 4          | 5          | 6          | 7          | 8          | 9          | 10         | المتوسط |
| ------ | ------ | ---------- | ---------- | ---------- | ---------- | ---------- | ---------- | ---------- | ---------- | ---------- | ---------- | ------- |
|        | 1      | 2.22       | 2.20       | 2.44       | 2.45       | 2.58       | 2.44       | 2.40       | 2.72       | 2.66       | 3.04       | 2.52    |
|        | 2      | 3.86       | 3.76       | 3.77       | 3.65       | 3.90       | 3.88       | 3.69       | 3.86       | 3.38       | 4.20       | 3.80    |
|        | 3      | 4.37       | 4.27       | 4.72       | 4.87       | 5.35       | 5.50       | 4.84       | 5.13       | 5.22       | 5.39       | 4.97    |
|        | 4      | 6.64       | 6.31       | 6.59       | 6.95       | 7.16       | 6.40       | 7.20       | 7.17       | 6.95       | 7.09       | 6.84    |
|        | 5      | 8.00       | 6.81       | 6.71       | 6.82       | 6.56       | 6.24       | 5.40       | 7.01       | 7.14       | 8.11       | 6.88    |
|        | 6      | 7.94       | 7.29       | 7.28       | 7.82       | 7.89       | 6.71       | 7.80       | 7.60       | 7.66       | 8.89       | 7.69    |
|        | 7      | 10.11      | 9.27       | 9.25       | 10.17      | 10.72      | 10.24      | 12.07      | غ/م        | غ/م        | غ/م        | 10.26   |
|        | 8      | 11.76      | 10.29      | 12.02      | 11.80      | 12.48      | 13.61      | غ/م        | غ/م        | غ/م        | غ/م        | 11.99   |

## وصلات خارجية
- أمير وينترفيل على موقع IMDb (الإنجليزية)
- أمير وينترفيل على موقع ميتاكريتيك (الإنجليزية)
- أمير وينترفيل على موقع روتن توميتوز (الإنجليزية)
- أمير وينترفيل على موقع أول موفي (الإنجليزية)